# Globe
globe es una banda de J-Pop con tendencia a la música electrónica como el trance y el techno. Formado en 1995 por el legendario productor y compositor Tetsuya Komuro, globe debutó en agosto del mismo año.

## Miembros
globe original
- Tetsuya Komuro (小室 哲哉 Komuro Tetsuya?) (27 de noviembre de 1958 en Prefectura de Tokio, Japón) - Se le suele conocer también como TK, es el productor del grupo, toca el teclado y una gran variedad de instrumentos que van desde la guitarra hasta el violín pasando por la armónica.

- Marc Panther (nombre real: Ryuichi Sakai (酒井 龍一 Sakai Ryuichi?) (27 de febrero de 1970 en Marsella, Francia) - el rapero del grupo, y canta tanto en inglés como en francés. Es el segundo vocalista en términos de participación, después de Keiko Yamada y seguido por Tetsuya Komuro. Desde pequeño comenzó a participar en comerciales, después comenzó su carrera como modelo en una famosa revista japonesa para hombres.

Lanzó un pequeño disco y después de eso fue llamado por MTV Japón para ser VJ. A los tres años de eso Tetsuya Komuro le propuso formar globe junto con Keiko.
Ahora junto con Tetsuya escribe las canciones y es el rapero del grupo cantando en idiomas como inglés y francés aparte de japonés.
- Keiko Komuro (小室 桂子 Komuro Keiko?) (18 de agosto de 1972 en Prefectura de Oita (Isla de Kyushu), Japón) - la vocalista principal del grupo.

globe extreme
- Yoshiki (20 de noviembre de 1965 en Tateyama, Prefectura de Chiba, Japón) - toca el piano y el teclado. En septiembre del 2004 fue integrado como un miembro más dentro de globe, y la banda fue renombrada a globe extreme, pero en agosto del 2005 ya dejó de ser un miembro activo dentro de la banda por razones que se desconocen.

## Historia

### Formación y éxito
En el auge de fama del productor Tetsuya Komuro, organizó uno de sus casting buscando nuevas cantantes en 1994, llamado EUROGROOVE NIGHT., La joven Keiko Yamada asistió entusiasmada por sus amigos, y su voz sin duda hizo que ella fuera la elegida por Tetsuya, inicialmente solo para una carrera en solitario. Otra de las carreras que TK pensaba proyectar en ese entonces era la del modelo Marc Panther, quién sabía inglés y francés aparte de japonés. Komuro no tenía previsto lo que finalmente se convertiría en uno de los grupos más populares de Japón, pero decidió unir las voces de Keiko y Marc, y él mismo se adhirió a lo que sería un nuevo trío, llamado globe.
La banda firmó con el sello Avex en 1995, creando su propio subsello privado dentro de éste, avex globe. En agosto del mismo año lanzaron su primer sencillo, titulado "Feel Like dance". Poco a poco la banda fue haciéndose más popular, y ya con su cuarto sencillo "DEPARTURES" lanzado en 1996, vendieron más de 2 millones de copias. Su primer álbum titulado globe lanzado en ese año fue toda una sensación, consiguiendo vender más de 4 millones y medio de copias, según Oricon. El álbum fue el mejor vendido de ese año, y el primer álbum en la historia del país nipón en quebrar la marca de los 4 millones de copias vendidas. Después de haber obtenido tan asombrosas ventas en solo dos años de trabajo, con más de 12 millones de sencillos solo en Japón, y 13 millones de álbumes, el nombre de globe se estableció como una banda más dentro de la cultura pop japonesa.
Tras su segundo álbum FACES PLACES, el grupo comenzó a dedicarse en su primera gira a gran escala llamada globe＠4_domes, en la cual se presentaron en las cuatro domos más grandes en las ciudades de Osaka, Fukuoka, Nagoya y Tokio, con gran éxito. Meses después se inició también el TK PAN-PACIFIC TOUR '97 IN TAIPEI, la primera gira fuera de Japón organizada por la Familia Komuro, y donde globe compartió escenario con Namie Amuro y TRF.
Ya en 1998 la banda lanzó su tercer álbum de estudio titulado Love again, el cual se estima vendió más de 2 millones de copias en su primer día a la venta, el 31 de marzo. Tiempo después lanzaron cuatro sencillos en un corto período, con el eslogan de BRAND NEW globe 4 SINGLES: "wanna Be A Dreammaker", "Sa Yo Na Ra", "sweet heart" y "Perfume of love" fueron lanzados en un periodo más o menos de un mes. A finales de ese año el grupo recibió un premio Japan Record Award por "wanna Be A Dreammaker".

### Cambios radicales
Tras dos años de funcionar de manera regular, entre los que destaca el lanzamiento de su primera compilación de éxitos llamada CRUISE RECORD 1995-2000, la cual tuvo gran éxito, en el año 2000 globe comenzó a experimentar nuevas áreas dentro de la música.
TK, KEIKO y Marc lanzaron tres en sencillo en solitario dentro del mismo tiempo, bajo el antenombre de globe featuring. Los tres lograron entrar dentro de los 20 sencillos más vendidos, pero la más exitosa fue Keiko, quién salió de gira como solista por algunos meses.
El año 2002 fue un año de transición en globe, tanto en su música, así como en su misma estructura interna. El estilo musical de globe fue evolucionando, adentrándose en el estilo del trance, lo cual se vio ampliamente relacionado en Lights y Lights2, dos álbumes distintos, pero uno continuación del otro. El julio del mismo año globe se unió musicalmente con el DJ belga Push, para lanzar el sencillo especial "dreams from above", para la gama de Cyber Trance de Avex. El 1 de septiembre de ese año fue anunciado otro gran cambio que sufriría la estructura de globe: el pianista, y también el líder y exbaterista de la legendaria banda X-Japan, quién aparte de trabajar en producciones de J-Rock japonés es reconocido a nivel mundial dentro del rubro, la gran influencia musical, el mismo Yoshiki, se unió a globe, como el cuarto miembro de la banda. El nuevo miembro de la banda fue anunciado de sorpresa ese día mientras la banda se presentaba en vivo en a-nation, y la noticia del cambio estructural en globe recorrió toda Asia. Finalmente el 22 de noviembre de ese año era anunciado también otra chocante noticia: Tetsuya Komuro y Keiko se casaban, y la sagrada ceremonia fue televisada en vivo por una cadena de televisión nipona, lo que también causó gran controvesia. La nueva etapa de la banda como globe extreme comenzó semanas después, con el primer sencillo de esta nueva etapa, "seize the light", tema creado por Yoshiki y producido al estilo trance por Komuro, y también la compilación a los 8 primeros años de carrera de globe, titulada 8YEARS ～Many Classic Moments～, para dar vuelta a esta nueva página en materia musical.
En el 2003 fue lanzado al mercado el primer álbum de esta nueva faceta de globe, LEVEL 4, y también fue el año donde vocalistas de la banda comenzaron a experimentar en trabajos solitario. Keiko fue la primera en lanzar su primer proyecto solista en diciembre, con su sencillo titulado KCO (pronunciado Keiko en inglés), y posteriormente ya en el 2004 Marc lanzó su proyecto solista bajo el seudónimo de 245, el cual tiene planes de proyección internacional más allá de Japón. Tiempo después fue anunciado que globe extreme terminaba, es decir, que regresó a tener nuevamente tres miembros: TK, Keiko y Marc. La salida de Yoshiki del grupo no fue completamente aclarada, pero al parecer el músico tenía otros compromisos de trabajo.
Después de dos años de silencio de la banda, el año 2005 regresaron a la escena musical con un nuevo sencillo titulado Here I Am (perteneciente al anime japonés Black Jack) y en agosto su noveno álbum globe2 pop/rock para conmemorar su aniversario nº11. Este álbum era supuesto a ser la continuación de su primer álbum globe, y se alejó algo de la música electrónica para volver más a la música tradicional del pop y el rock, y he ahí el por qué del título.
La banda ha tenido gran éxito a lo largo de su carrera, logrando llegar a los primeros lugares de Oricon con 8 sencillos y 5 álbumes; al Top 10 con 26 sencillos y 13 álbumes; y tres sencillos de la banda han incluso desbordado el millón de copias vendidas, aparte de 5 álbumes que también lo han conseguido.

## Discografía

### Sencillos
| n.º  | Fecha Lanzamiento | Título                                      | Posición Oricon | Copias vendidas |
| 1.º  | 09/08/1995        | Feel Like dance                             | #3              | 951.890         |
| 2.º  | 27/09/1995        | Joy to the love (globe)                     | #1              | 815.770         |
| 3.º  | 01/11/2005        | SWEET PAIN                                  | #2              | 900.320         |
| 4.º  | 01/01/1996        | DEPARTURES                                  | #1              | 2.288.170       |
| 5.º  | 27/03/1996        | FREEDOM                                     | #3              | 484.690         |
| 6.º  | 28/08/1996        | Is this love                                | #1              | 537.420         |
| 7.º  | 30/10/1996        | Can't Stop Fallin' in Love                  | #1              | 1.315.830       |
| 8.º  | 15/01/1997        | FACE                                        | #1              | 1.323.170       |
| 9.º  | 05/03/1997        | FACES PLACES                                | #3              | 403.850         |
| 10.º | 09/04/1997        | Anytime smokin' cigarette                   | #6              | 152.840         |
| 11.º | 15/10/1997        | Wanderin' Destiny                           | #2              | 876.060         |
| 12.º | 31/03/1998        | Love again                                  | #9              | 195.820         |
| 13.º | 02/09/1998        | wanna Be A Dreammaker                       | #1              | 500.190         |
| 14.º | 23/09/1998        | Sa Yo Na Ra                                 | #1              | 468.400         |
| 15.º | 30/09/1998        | sweet heart                                 | #1              | 392.640         |
| 16.º | 07/10/1998        | Perfume of love                             | #2              | 468.790         |
| 17.º | 25/03/1999        | MISS YOUR BODY                              | #6              | 103.220         |
| 18.º | 08/09/1999        | still growin' up                            | #4              | 160.260         |
| 19.º | 15/12/1999        | biting her nails                            | #13             | 56.230          |
| 20.º | 14/06/2000        | Tonikaku Musho ni... とにかく無性に…        | #4              | 132.930         |
| 21.º | 22/11/2000        | DON'T LOOK BACK/like a prayer               | #5              | 102.670         |
| 22.º | 28/03/2001        | garden                                      | #19             | 19,290          |
| 23.º | 01/08/2001        | try this shoot                              | #10             | 76.070          |
| 24.º | 14/11/2001        | Stop! In the Name of Love                   | #7              | 144.410         |
| 25.º | 05/12/2001        | genesis of next                             | #8              | 95.610          |
| 26.º | 06/02/2002        | Many Classic Moments                        | #24             | 27.410          |
| 27.º | 10/04/2002        | OVER THE RAINBOW / INSPIRED FROM RED & BLUE | #10             | 26,620          |
| 28.º | 27/11/2002        | seize the light                             | #8              | 55.333          |
| 29.º | 26/03/2003        | get it on now feat. KEIKO                   | #35             | 7.042           |
| 30.º | 29/06/2005        | Here I Am/New Album Playlist                | #9              | 19.884          |

#### Sencillos promocionales
- winter comes around again

### Álbumes

#### Originales
| n.º  | Fecha Lanzamiento | Título          | Posición Oricon | Copias vendidas |
| 1.º  | 31/03/1996        | globe           | #1              | 4.136.460       |
| 2.º  | 12/03/1997        | FACES PLACES    | #1              | 3.239.180       |
| 3.º  | 31/03/1998        | Love again      | #1              | 1.657.970       |
| 4.º  | 09/12/1998        | Relation        | #1              | 1.729.710       |
| 5.º  | 28/03/2001        | outernet        | #9              | 149.110         |
| 6.º  | 06/02/2002        | Lights          | #2              | 277.420         |
| 7.º  | 17/04/2002        | Lights2         | #2              | 164.200         |
| 8.º  | 26/03/2003        | LEVEL 4         | #17             | 51.254          |
| 9.º  | 10/08/2005        | globe2 pop/rock | #5              | 49.084          |
| 10.º | 23/03/2006        | maniac          | #12             | 28.356          |

#### Miniálbumes
- new deal (9 de agosto de 2006) - #20

#### Compilaciones
- CRUISE RECORD 1995-2000 (22 de septiembre de 1999) - #1
- 8 Years ～Many Classic Moments～ (27 de noviembre de 2002) - #2
- Ballads & Memories (26 de diciembre de 2002) - #13
- 8 Years + DVD (31 de marzo de 2004) - #255
- globe decade -single history 1995-2004- (16 de febrero de 2005) - #8

#### Remixes
- FIRST REPRODUCTS (31 de marzo de 1999) - #4
- SUPER EUROBEAT presents EURO global (30 de agosto de 2000) - #3
- global trance EP (Vinilo) (10 de noviembre de 2001)
- global trance (12 de septiembre de 2002) - #4
- global trance 2 (26 de septiembre de 2002) - #22
- global trance best (3 de septiembre de 2003) - #15

### Colaboraciones

#### Sencillos
- a song is born (Ayumi Hamasaki & KEIKO) (12 de diciembre de 2001) KEIKOソロとしての参加
- Many Classic Moments Remix (song+nation featuring globe) (6 de marzo de 2002)
- AIDA決めてくれー！ (29 de mayo de 2002)
track4: I WILL SURVIVE GABALL featuring KEIKO
- dreams from above (globe vs push) (31 de julio de 2002) - #12

#### Álbumes
- song+nation (23 de enero de 2002)
track01: a song is born (Ayumi Hamasaki y KEIKO)
track10: Lights brought the future (KEIKO)
- song+nation 2 trance (6 de marzo de 2002)
Todos los remixes hechos por Tetsuya Komuro y Tatsumaki
- Cyber X #1 (31 de julio de 2003)
track12: be true (Cyber X feat. KEIKO)
- TRF Lif-e-Motions (15 de febrero de 2006)
track1: EZ DO DANCE meets KEIKO

### En solitario

#### Sencillos
- on the way to YOU (globe featuring KEIKO) (29 de marzo de 2000) - #5
- THE MAIN LORD (globe featuring MARC) (29 de marzo de 2000) - #15
- Throwin' down in the double 0 (globe featuring TK) (29 de marzo de 2000) - #10
- Be true (Cyber X feat. KEIKO) (25 de junio de 2003)
- KCO (KEIKO) (10 de diciembre de 2003)

#### Álbumes
- PIANO globe～globe piano collection～ (Tetsuya Komuro) (19 de marzo de 2003)
- Experience (Mark Panther 245) (17 de marzo de 2003)

### Box Sets
- globe decade -complete box 1995-2004- (16 de febrero de 2005) - #153
(set de 39 CD y 9 DVD; producción limitada al número de reservas)

## Video
DVD-Video
- globe tour 1999 Relation (15 de marzo de 2000)
- globe@4_domes (29 de marzo de 2000)
- globe tour 1998 “Love again” (29 de marzo de 2000)
- NAKED screen (29 de marzo de 2000)
- on the way to YOU / THE MAIN LOAD / Throwin' down in the double 0 (14 de junio de 2000)
- NAKED screen + globe featuring KEIKO. MARC. TK CLIPS 1995-2000 (13 de marzo de 2002)
- globe special live -genesis of next- (27 de marzo de 2002)
- globe tour 2002 -category trance, category all genre- (26 de septiembre de 2002)
- 8 YEARS Clips Collection (11 de diciembre de 2002)
- preview (10 de diciembre de 2003)
- globe the best live 1995-2002 (31 de marzo de 2004)
- globe decade -access best seasons 1995-2004- (27 de abril de 2005)

DVD-Audio
- 8 years～Many Classic Moments～ (28 de enero de 2004)

VHS
- preview (12 de febrero de 1997)
- globe@4_domes (30 de julio de 1997)
- globe tour 1998 “Love again” (16 de diciembre de 1998)
- NAKED screen (25 de marzo de 1999)
- globe tour 1999 Relation (15 de marzo de 2000)
- on the way to YOU / THE MAIN LOAD / Throwin' down in the double 0 (14 de junio de 2000)
- globe special live -genesis of next- (27 de marzo de 2002)